# Aechmea racinae
Aechmea racinae är en gräsväxtart som beskrevs av Lyman Bradford Smith. Aechmea racinae ingår i släktet Aechmea och familjen Bromeliaceae.

## Underarter
Arten delas in i följande underarter:
- A. r. erecta
- A. r. racinae
- A. r. tubiformis